# Kadiana
Kadiana est une localité et une commune rurale du Mali, chef-lieu du cercle de Kadiana et la région de Bougouni. La ville de Kadiana compte 3 996 habitants en 2006.

## Géographie
Kadiana est situé à proximité de Sikasso (au nord-est) et Tingréla (au sud), première ville ivoirienne au-delà de la frontière.
| Kolondiéba | Tousséguéla   | Nangalasso |
| Farako     | Kadiana       | Tiongui    |
|            | Côte d'Ivoire | Tiongui    |

## Histoire
Avant 2012, Kadiana est une commune rurale du cercle de Kolondiéba dans la région de Sikasso. Lors de la réforme administrative de 2023, la commune rurale est soustraite du cercle de Kolondiéba et la localité est érigée en chef-lieu de cercle dans la région de Bougouni.

## Villages
La commune s'étend sur 18 localités relevées lors du recensement général de 2009. 
Les villages les plus peuplés sont :
- Kadiana (3 821 habitants)
- Débéna (2 567 habitants)
- Gonkoro (1 934 habitants)

## Politique
| Année | Maire élu       | Parti politique |
| ----- | --------------- | --------------- |
| 2004  | Siaka Coulibaly | Cnid            |
| 2009  | Mamadou Sangaré | URD             |